# I僑卡

i僑卡是中華民國僑務委員會发行的证件，其功能是做為中华民国侨胞在海外接受僑務委員會服務之身份識別，以及其返臺時在特約商店消費上可享受某种程度的优惠。2017年9月初次發行時稱為「僑胞卡」，2022年9月升級後改稱「i僑卡」，並擴大功能範圍與取消實體卡片。

## 背景
中華民國僑務委員會定義之僑胞範圍為
- 僑居海外（除中華民國與中华人民共和国以外的國家或地區）之中華民國國民
- 認同中華民國、支持臺灣，並與中華民國駐外機構維持密切互動之海外華人

其中前者通常持有中華民國護照，後者通常持有僑務委員會核發之華僑身分證明文件。

## 发行
2017年（民國106年）9月20日，中華民國僑務委員會宣布發行僑胞卡，發予對象包含來臺参加双十國慶活动、参访研习、自费健检、观光旅游的侨胞及来臺（华）侨生。
侨胞卡首波發行无需申请，将配合2017年双十国庆期间给予回台侨胞。
2022年（民國111年）9月12日，僑務委員會將服務系統更新，將申請僑胞資料整合入僑務委員會之行政電腦系統並改稱「i僑卡」，與原卡相比功能範圍擴大同時取消實體卡片。

## 使用
凭侨胞卡至特约商店消费即可享优惠，至特约医疗机构也可享健检专案价，目前有特约商店3,467家，特约医疗机构77家，商家遍佈全臺，以鼓勵旅外國人返臺探親或觀光時增加消費、促進臺灣經濟。。